# Sexarbete
| Sexarbete |
| --- |
| Gatuprostituerad kvinna som samtalar med en kund. - Betydelse – utbyte av sexuella tjänster, framföranden eller varor mot ekonomisk ersättning - Varianter – prostitution, telefonsex, scenisk föreställning eller dans (striptease, sexshow och erotisk dans), webbkameramodellande, produktion av pornografi eller annan erotica - Relaterat – tillverkning och försäljning av sexuella hjälpmedel och erotica |

Sexarbete är utbytet av sexuella tjänster, framföranden eller varor mot ekonomisk ersättning. Det utförs av sexarbetare direkt eller indirekt emot kunder. Den som köper en sexuell tjänst gör ett sexköp, vilket är olagligt i bland annat Sverige (sedan 2025 även om kontakten är icke-fysisk). Sexarbete är en del av sexbranschen, och den fysiska (i Sverige sedan 2025 även icke-fysiska) kontakten med kunden kan omnämnas som prostitution eller sex mot ersättning. 

## Historia

### Bakgrund
Det relaterade begreppet sexarbetare finns i svensk skrift sedan 1992. Det har använts med två olika grundbetydelser:
- person som – oftast yrkesmässigt – säljer kroppsliga sexuella tjänster (synonym: prostituerad[5])
- person som tjänar pengar genom striptease, telefonsex eller liknande (mer allmänt)

Det motsvarande engelskspråkiga ordet sex worker myntades 1978 av den amerikanska feministen, sexarbetaren och aktivisten Carol Leigh. Detta skedde i samband med en feministisk konferens mot pornografi, där hon deltog som paneldeltagare. Leigh ägnade stora delar av sitt liv åt att kämpa för de mänskliga och arbetsrelaterade rättigheterna för personer som säljer sex(uella tjänster). Hon menade också att sexarbetare aldrig skulle kunna samlas och göra en skillnad som kollektiv, så länge som sexarbetare exkluderades från diskussionen runt feminism, sexualitet och laglighet.
Orden sexarbete och sexarbetare (och engelskans motsvarigheter) har senare kommit att bli allmänt använda av den allmänna hälsovården, liksom av akademiker och forskare. Detta till trots är orden ofta starkt politiskt laddade. Företrädare för synen att prostitution är exempel på "mäns våld mot kvinnor" (grundläggande teorier hos både radikalfeminister och den statsfeminism som bildat grund för exempelvis Sveriges statliga jämställdhetspolitik) anser ofta att ord som sexarbetare och sexarbete är självmotsättningar. Tanken är att en person aldrig kan samtycka till sex mot ersättning. Därför innebär enligt denna syn kommersiellt sex alltid ett utnyttjande (av den som säljer tjänsten), eftersom försäljningen av tjänsten förutsätter att ett sexköp äger rum.

### Laglighet
Många typer av sexarbete är olagliga i stora delar av världen. Det inkluderar prostitution eller produktion av pornografi, som ofta är kriminellt eller oreglerat. I delar av västvärlden – inklusive Sverige – motarbetas prostitution som ett socialt problem, medan många andra varianter av sexarbete är tolererat eller accepterat. På samma sätt som prostitution kan inkludera en mängd olika situationer, från gatuprostitution till eskortservice och mer långvariga arbetssituationer (jämför sugardejtning), kan icke-fysiskt sexarbete omfatta en antal olika kommunikationsmedel och miljöer.
Sedan den svenska sexköpslagens införande 1999 har siffror visat på minskad prostitution i Sverige, vilket ses som positivt av företrädare för lagen och företrädarnas mål att minska eller avskaffa sexbranschen som företeelse. Under samma period har reformer gjorts även i andra länder, inklusive införande av liknande "sexköpslagar" i olika länder och hel eller delvis avkriminalisering av sexarbete i Nya Zeeland och stora delar av Australien.
2022 blev Belgien det första landet i Europa som helt avkriminaliserade sexarbete i Europa, och hösten 2024 integrerades verksamheten i det statliga arbetsmarknadsreglementet med sjukförsäkring, föräldraledighet, försäkringar och lagstiftat skydd för sexsäljarens valmöjligheter. Lagstiftningen, som även legaliserar det som i många andra länder benämns som koppleri, välkomnades av intresseorganisationen Espace P som en möjlighet för en sexarbete att verka "på riktigt" men fick kritik av andra som anser att det var en farlig normalisering av "ett yrke som i grunden alltid är våldsamt".
Även i länder som anammat den "nordiska eller svenska modellen" (sexköp är kriminaliserat, men inte försäljning av sexuell tjänst) finns kritik mot denna lagstiftning. Bland annat anses den ibland försvåra för prostituerade och andra sexarbetare att organisera sig och arbeta för bättre arbetsvillkor.
De fyra olika juridiska nivåerna för sexarbete/prostitution är följande:
- Kriminalisering – arbetet är förbjudet, inklusive olika sidoverksamheter.
- Partiell kriminalisering (se svenska modellen kring prostitution) – arbetet är inte förbjudet, men sidoverksamheter är förbjudna och verksamheten motarbetas på andra sätt.
- Legalisering (reglering) – lagligt men strikt reglerat.[17]
- Avkriminalisering (normalisering) – arbetet normaliseras och arbetarna får del av det samhällsstöd som gäller andra branscher.

### Senare år
Via framväxten av Internet har webbkameramodellande vuxit snabbt som näringsgren. Detta utförs av enskilda entreprenörer – flest kvinnor men även män – som då får en friare roll än inom exempelvis mer organiserad produktion av pornografi. Frånvaron av fysisk kontakt med kunden minskar också de fysiska risker som traditionell prostitution kan medföra. Brittiskbaserade företaget Onlyfans, grundat 2016, har sedan starten dragit till sig minst 2 miljoner innehållsskapare – de flesta verksamma som sexarbetare med webbkamera och försäljning av annan inspelad erotica som verktyg.
Genom den tekniska utvecklingen har antalet arenor för sexarbete vuxit på senare år. Kommersialiserat sex syns på många olika håll i den Internet-baserade kulturen, där Internetpornografi, webbkameramodellande och eskorttjänster marknadsförs via sociala medier och populärkulturen i övrigt kommit att inkludera många sexuella inslag. Detta sker parallellt med att många länder infört lagar eller regleringar som gör delar av branschen olaglig eller dess produkter otillgängliga för minderåriga. Resultatet har blivit ett spänningsfält där säljare och köpare av dessa tjänster behöver navigera mellan marknadens normaliseringstendenser och staternas välfärdspolitiska ansträngningar.

## Varianter och ord
Begreppet sexarbete omfattar olika aktiviteter med fysisk kontakt mellan säljare och köpare (prostitution, en intim form av kroppsarbete), liksom icke-fysisk kontakt. Den senare kan förmedlas via telefon (telefonsex), scenisk föreställning eller dans (striptease, sexshow och annan erotisk dans), webbkamera (webbkameramodell, camgirl eller camboy) eller produktion av pornografi eller annan erotica. Tillverkning och försäljning av sexuella hjälpmedel och erotica kan även inkluderas i begreppet, även om det är mindre vanligt. "Sexsamarit" är en förekommande benämning för en sexarbetare som säljer sexuella tjänster direkt mot en funktionshindrad person  
Sexarbete används ibland som en eufemism för prostitution, av dem som vill avstigmatisera detta begrepp. Termen sexarbete exkluderar ofta ofrivilliga och kriminella sexuella kontakter som människohandel, barnprostitution och produktion av barnpornografi.
Termen eskortservice kan syfta på fysisk prostitution där kontakten tas via telefon eller Internet, och där arbetet utförs hos kunden, sexarbetaren eller på ett hotell. Detta utgör något annat än gatuprostitution. En eskort kan även ägna sig åt uteslutande social samvaro, i likhet med de kommersiella värdinnearbeten som förekommer i bland annat Japan. Kaféer och restauranger med sexualiserat klädd personal förekommer bland annat i Japan och USA (se maid café respektive Hooters). 
Ibland föredras ord som sexförsäljning och sexsäljare, istället för sexarbete och sexarbetare, när man vill förtydliga att sex är en ovanlig och för många oacceptabel tjänst eller vara. Många ser då sexarbete som en självmotsättning, på grund av de oacceptabla arbetsvillkor som förutsätts gälla. I debatten omkring prostitution är sexköp och sexköpare etablerade termer för köp och köpare av sexuella tjänster.
Begreppen sexarbete och sexarbetare föredras av dem som vill normalisera och liberalisera arbetsmöjligheterna för säljare av sexuella tjänster och varor. Amnesty International ser en generell avkriminalisering av sexarbete som ett sätt att bättre skydda dem som är verksamma i branschen. FN:s befolkningsfond (UNFPA) samt dess flyktingkommissariat (UNHCR) anser att ord som sälja sex, utbyta sex eller utföra sexarbete är neutrala och icke-värderande termer som bekräftar personernas människovärde; de båda FN-organen menar att ord som överlevnadssex eller prostituerad är dömande, stigmatiserande och falskt identitetsskapande.

### Hierarki
Det förekommer att olika former av sexarbete "värderas" olika högt, beroende på hur nära konsumenten sexarbetaren befinner sig, eller om kroppskontakt förekommer eller inte. Enligt det delvis ironiskt namngivna begreppet "horarki" (engelska: whorarchy), bildat efter hora och hierarki, kan en sådan hierarkisk trappa utgöras av:
- webbkameramodellande (kunden finns på andra sidan Internet)
- striptease (erotisk dans, i regel utan kroppskontakt)
  - lapdance (erotisk dans med kroppskontakt)
- sockerdejtning (sexuell relation mot ersättning)
- porrskådespeleri (kroppskontakt, men inte med kunden)
- fysisk prostitution (kroppskontakt med kunden)

Denna form av hierarki är baserad på idén att den fysiska kontakten (med kunden) leder till mer utsatthet för sexarbetare, och att det då är tydligare att en människa "säljer sin kropp" (antiprostitutionsaktivismens formulering). Hierarkin är också en följd av att sexarbete som verksamhet är förknippat med ett stigma för dem som är inblandade i företeelsen.

## Rekrytering
Sexarbete är i de flesta fall förknippat med markant olika förutsättning och arbetsvillkor, jämfört med arbete i andra och mer reglerade branscher. På den positiva sidan kan det handla om friare arbetstider, mer inflytande över sin arbetsinsats, möjligheten att arbeta hemifrån, potentialen till en hög inkomstnivå och en "annorlunda" och kanske spännande och ibland sexuellt tillfredsställande typ av arbete. En hel del sexarbete genomförs på deltid, av personer som har andra arbeten eller har studiekostnader att hantera.
På den negativa sidan kan finnas ett inkomstbehov som ska bekosta drogmissbruk, en dålig självkänsla (exempelvis influerat av tidigare sexuellt utnyttjande) där sexarbetet ingår i ett mönster av självdestruktivt beteende, påtryckningar och beroende från anhöriga som kan agera utnyttjande (se hallick), förekomsten av våld och traumatiska upplevelser under arbetet, andra hälsorisker samt ett samhälleligt stigma kring sexarbete och sexarbetare. Både droger och dålig självkänsla kan samagera med sexarbetet i en negativt förstärkande spiral eller cirkel. I många fall har sexarbetaren att hantera en blandning av positiva och negativa sidor av arbetet.
Studier har antytt att personer som lockas att arbeta åtminstone som porrskådespelare och säger sig trivas med arbetet kan vara mer sexuellt utlevande, andliga och gränsöverskridande i sin personlighet. Andelen personer med omfattande tatueringar inom produktionen av pornografi kan vara relativt hög, vilket kan vara både en fördel och en nackdel. Inom den pornografiska branschen förutsätts ofta kraftigt tatuerade personer vara mer sexuellt äventyrliga, vilket kan påverka deras möjligheter att arbeta inom exempelvis "teen"- och "milf"-segmenten av branschen.
I vissa fall kan någon form av sexarbete locka personer med funktionshinder. En del funktionshindrade personer kan ha svårt att hantera en arbetsmiljö anpassad för standardiserade arbetsuppgifter, arbetsplatser, arbetstid eller arbetets längd. Där kan den ofta/ibland mer påverkbara arbetsinsatsen spela roll. Kunskapen om funktionshindrade sexarbetare är dock begränsad, och delvis beror det på en vana att intervjua sexarbetare om många olika delar av deras liv utom förekomsten av ett eventuellt handikapp.

## Synlighet och forskning
Den mest synliga typen av sexarbete har historiskt ofta varit gatuprostitution, och det har lett till att insatser för reglera eller begränsa sexarbete ofta inriktats emot just gatuprostitutionen. Samtidigt som gatuprostitutionen reglerats allt hårdare i många länder – inklusive genom olika sexköpslagar – har andra typer av sexarbete vuxit i omfattning och betydelse. Detta inkluderar medverkan i pornografi och webbkameramodellande.
Forskning kring olika typer av sexarbete har ofta fokuserat kring olika problem runt arbetsförhållanden eller hälsoproblem i konsumentledet, och gatuprostitutionen har ofta fått bilda modell för (bristfälliga) arbetsförhållanden i sexbranschen. Forskaren Ronald Weitzer påpekade 2005 att den största delen av forskningen fram till dess inriktade sig på gatuprostution och kvinnliga sexarbetare, jämfört med olika typer av inomhus eskortservice, sexarbetare av andra kön, kunder och administratörer inom branschen. Han menade att så mycket som 80 procent av forskningen då kretsade kring gatuprostutionen, trots att den då endast stod för 20 procent av marknaden. Enligt Weitzer förvärrades forskningsläget av den samhälleliga debatten där människohandel, prostitution och sexarbete ofta blandades samman.
Samtidigt har det blivit allt vanligare att forskare arbetat med begreppet sexarbete – istället för prostitution – i syfte att kunna se bristande arbetsförhållanden som just problem kopplade till en sorts arbete. Sexarbete (engelska: sex work) ingår i titeln för kanalen "Sex, Sexuality and Sexwork" hos den mycket produktiva engelskspråkiga poddpublikationen New Books Network (sedan starten 2008 och fram till 2023 cirka 400 av totalt över 20 000 avsnitt). Forskning omkring specifikt sexarbete förekommer bland annat i Kanada, USA, Sverige, Storbritannien och inom FN.